# Улица Коммунаров (Ялта)
Улица Коммунаров — улица в Ялте. Проходит вдоль береговой линии как продолжение Набережной имени Ленина до Севастопольского шоссе.

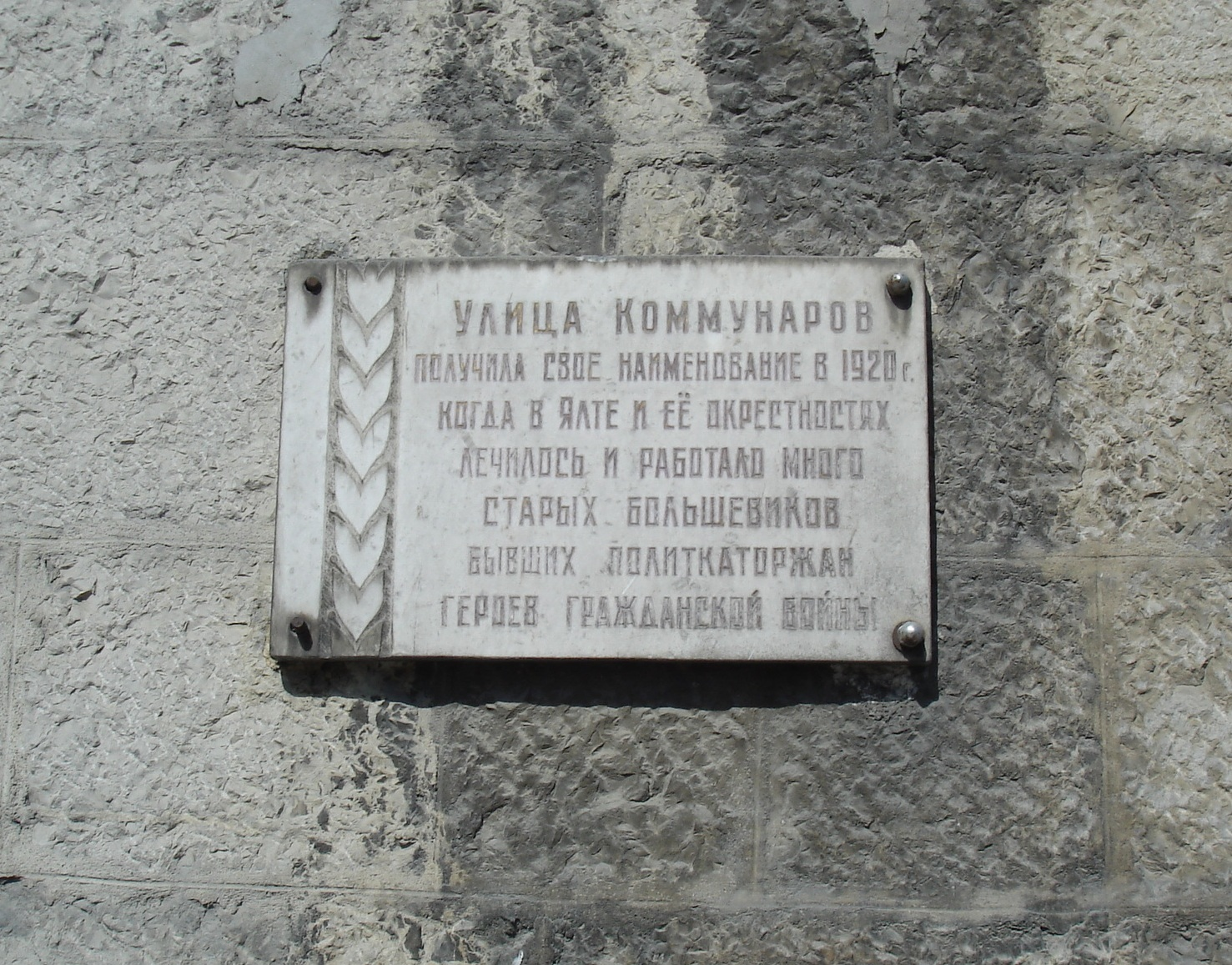
Доска с наименованием улицы

## История
Прошедшая по местности Чукурлак, получила наименование Чукурлакская. В конце XIX века здесь существовала лечебная колония Чукурларъ
27 октября 1894 года улицей прошла траурная процессия с телом императора Александра III
Современное название получила в 1920-е годы, когда в Ялте работали и в её санаториях лечились многие революционеры-большевики.
На территории в самом начале улицы ещё в дореволюционные времена была организована одна из первых в России киностудий, ныне — Ялтинская студия игровых фильмов.
В 1954 году обзорная площадка была оформлена белокаменной колоннадой, ставшей визитной карточкой и центральным входом новосозданного Приморского парка, позднее названного в честь первого космонавта Земли — Юрия Гагарина.

## Достопримечательности
- Ялтинская киностудия

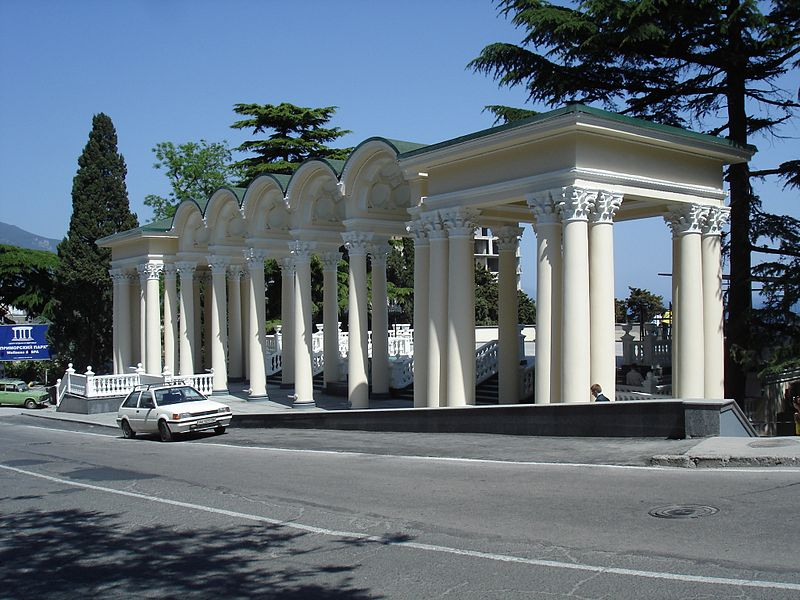
Колоннада

- д. 2А — Колонны главных Ливадийских ворот (1861—1863), на территории санатория «Россия»  Объект культурного наследия народов РФ регионального значения. Рег. № 912011338080005 (ЕГРОКН)
- Обелиск в честь Ленинского декрета «Об использовании Крыма для лечения трудящихся»[6]
- Памятный знак на месте казни белогвардейцами ялтинских подпольщиков и комсомольцев (1920), на территории санатория «Россия». Мемориальная доска с текстом: «Здесь 10 сентября 1920 года были казнены белогвардейцами Ялтинские подпольщики большевики и комсомольцы: Максим Любич 32х лет, Ольга Череватенко 19 лет, Яков Бронштейн 16 лет, Василий Киселев 23х лет, Федор Трофимов 23х лет»  Объект культурного наследия народов РФ регионального значения. Рег. № 912011338090005 (ЕГРОКН)
- д. 12, литер «Д»— дача А. Р. Свистуновой (1912), на территории санатория «Россия»  Объект культурного наследия народов РФ регионального значения. Рег. № 912011337950005 (ЕГРОКН)
- д. 15 — Вилла и флигель Министерства путей сообщения Российской империи

## Известные жители

Мемориальная доска в Ялте

д. 17 — белорусский поэт Максим Богданович (дом не сохранился, ныне на этом месте — клуб санатория КЧФ «Ялта»), мемориальная доска)